# Intenso (álbum)
Intenso es el título del 13°. álbum de estudio grabado por el cantante puertorriqueño de salsa Gilberto Santa Rosa. Fue lanzado al mercado bajo el sello discográfico Sony Discos el 6 de marzo de 2001.
Fue nominado dos veces primero fue nominado para el Premio Grammy Latino al Mejor Álbum de Salsa en los 2°. entrega de los Premios Grammy Latinos celebrada el martes 30 de octubre de 2001. segundo fue nominado el Premio Grammy al Mejor Álbum de Salsa en la 44°. entrega de los Premios Grammy celebrada el miércoles 27 de febrero de 2002 y tercero «Pueden decir» fue nominado para el Premio Grammy Latino a la Mejor Canción Tropical en la 3°. entrega de los Premios Grammy Latinos celebrada el miércoles 18 de septiembre de 2002.

## Lista de canciones
| Intenso |                         |                                                     |          |  |
| N.º     | Título                  | Escritor(es)                                        | Duración |  |
| 1.      | «Advertencia»           | Víctor Manuelle                                     | 4:37     |  |
| 2.      | «Alguna parte de ti»    | Juan Carlos de la Vega                              | 5:00     |  |
| 3.      | «La agarro bajando»     | Javier Montes Quiles                                | 4:16     |  |
| 4.      | «Mentira»               | Gustavo Márquez                                     | 4:42     |  |
| 5.      | «Acechando»             | Miguel A. Díaz · José M. Lugo · Gilberto Santa Rosa | 3:54     |  |
| 6.      | «Pueden decir» (Bolero) | Omar Alfanno                                        | 3:35     |  |
| 7.      | «Pero no me ama»        | Rafy Monclova                                       | 3:55     |  |
| 8.      | «De colores»            | Emilio Regueira                                     | 4:14     |  |
| 9.      | «Se puede»              | Ramón Rivera                                        | 2:53     |  |
| 10.     | «Si no lo digo ahora»   | Jorge Luis Piloto                                   | 4:36     |  |
| 11.     | «Bailalo»               | Puppy Santiago                                      | 4:16     |  |
| 12.     | «Pueden decir» (Salsa)  | Omar Alfanno                                        | 4:14     |  |
| 46:37   |                         |                                                     |          |  |

## Posicionamiento en las listas
| Lista (2001)                         | Máxima posición |
| ------------------------------------ | --------------- |
| U.S. Billboard Top Latin Albums      | 13              |
| U.S. Billboard Tropical/Salsa Albums | 1               |

### Sucesión y posicionamiento
| Predecesor: Mania 2050 de Grupo Manía | U.S. Billboard Tropical/Salsa Albums — Álbum N° 1 19 de mayo de 2001 - 1 de junio de 2001 | Sucesor: Bachatahits 2001 de Varios artistas |